# La moda (album)
La moda è un album discografico in studio del cantautore italiano Garbo, pubblicato nel 2012.

## Tracce
1. Sembra – 4:49
2. La moda – 3:24
3. Sexy – 4:25
4. Quando cammino, Pt. 2 – 3:31
5. Sparare – 5:24
6. Gira in continuazione, Pt. 3 – 3:46
7. Movimento notturno – 7:07
8. Errori – 3:40
9. Metà cielo – 4:22
10. Architettura MIG – 8:50